# 髙橋みずほ
髙橋 みずほ（たかはし みずほ、1957年2月12日 -  ）は歌人。祖父は歌人の髙橋俊人、父は植物育種学者の髙橋成人、夫は歌人の吉野裕之。

## 経歴
宮城県仙台市生まれ。仙台市立上杉山中学校、聖ウルスラ学院高等学校を経て、東北学院大学文学部史学科卒業。多賀城跡調査研究所、東北大学工学部附属材料強度研究施設に勤務。
1987年、歌誌「個性」に入会し、加藤克巳に師事（2004年、「個性」終刊）。1994年、第一歌集『凸』を刊行。2002年、今井恵子、吉野裕之と短歌ユニット［BLEND］を始動。雑誌［BLEND］を第10号まで発行し、2007年、解散。その後、結社や同人誌などに拠らず、無所属で活動。
横浜歌人会運営委員を務めている。

## 作風
「塊を広げつつもちつき虫は木立の夕日を突きにゆく」（『フルヘッヘンド』所収）、「田の空の向こうの端をバスがゆくひと掻きふた掻き水すまし」（『㐭』（㐭は亠に回：りん）所収）、「とおくの森から鳴くように山鳩の胸深いふくらみ」（『しろうるり』所収）など、五七五七七とは異なる独特の音数律の作品が特徴。

## 著書

### 単書
- 歌集『凸』（序：加藤克巳）　沖積舎、1994年
- 選集『セレクション歌人18 髙橋みずほ集』（解説：谷岡亜紀）　邑書林、2006年
- 歌集『フルヘッヘンド』（栞：針生一郎）　砂子屋書房、2006年
- 歌集『㐭』（㐭は亠に回：りん）　砂子屋書房、2007年
- 歌集『しろうるり』　邑書林、2008年
- 歌集『春の輪』　沖積舎、2012年
- 歌集『坂となる道』　沖積舎、2013年
- 歌集『ゆめの種』　沖積舎、2015年
- 歌集『白い田』　六花書林、2018年
- 選集『高橋みずほ歌集　現代短歌文庫』　砂子屋書房、2019年
- 歌集『ひとふりの尾に立てる』　砂子屋書房、2020年
- 歌集『野にある』　現代短歌社、2022年
- 歌集『蠢く』（栞：今森光彦）　短歌研究社、2025年

### 共著
- 『加藤克巳作品研究』　風心社、2003年

### アンソロジー
- 『〔同時代〕としての女性短歌』　河出書房新社、1992年
- 『現代短歌の新しい風』　ながらみ書房、1995年
- 『横浜歌枕集成・新版』　短歌新聞社、2000年
- 『横浜の歌人たちⅢ』　横浜歌人会、2005年
- 『アンソロジー横浜2009』　六花書林、2009年